# Cratere Tupã
Tupã è un cratere sulla superficie di Marte.
Il cratere è dedicato a Tupã, una città in Brasile.